# کلیف گادفری
کلیف گادفری (انگلیسی: Cliff Godfrey; ۱۷ فوریهٔ ۱۹۰۹ – ۱۹۸۶ (۷۶−۷۷ سال)) بازیکن فوتبال اهل بریتانیا بود.
از باشگاه‌هایی که در آن بازی کرده‌است می‌توان به باشگاه فوتبال برافورد پارک آونیو، باشگاه فوتبال والسال، باشگاه فوتبال گایزلی، و باشگاه فوتبال کاردیف سیتی اشاره کرد.